# Lokomotiva 218
Lokomotiva řady 218 je dvouzdrojová lokomotiva, vzniklá rekonstrukcí starší elektrické lokomotivy řady 210. Vyrobeny byly pouze jeden 2 exempláře, jejich úpravu provedlo SOKV České Budějovice (společnost ČD Cargo) ve spolupráci s firmou CZ LOKO. 

## Průběh rekonstrukce
Hlavním důvodem přestavby je možnost práce lokomotivy i na staničních kolejích, postrádajících trakční vedení. V minulosti byl tento problém řešen provozem lokomotiv řady 210 s bateriovými vozy, jež napájely elektrickou energií trakční motory lokomotivy, případně spojením s motorovou lokomotivou řady 708, obě řešení však nebyla příliš efektivní a plně vyhovující. Jednou z možností proto bylo dosazení spalovacího motoru, zajišťujícího pohon během práce mimo dosah trakčního vedení. Zároveň měla celá lokomotiva projít komplexní modernizací spojenou s dosazením elektronického řídicího systému a dalšími úpravami. K prototypové rekonstrukci byl vybrán stroj 210.028 z českobudějovického depa. Práce byly zahájeny roku 2002, ale vzápětí byly přerušeny díky přednostní stavbě lokomotiv řady 340. Dále pokračovaly až mezi lety 2006–2008, kdy byla lokomotiva dokončena. Označena byla řadou 218 při zachování původního inventárního čísla 028. Po oživení a zkouškách začala být pravidelně nasazována na posunu na seřaďovacím nádraží v Českých Budějovicích a v dopravě lehkých manipulačních vlaků v okolí. Jejím majitelem se stala nákladní divize ČD Cargo.
Na základě několikaletého provozu lokomotivy 218.028 byla připravována rekonstrukce další lokomotivy obsahující řadu vylepšení a změn, tentokrát označené 218.102. Prováděna byla mezi lety 2013–2014, lokomotiva ale nebyla dohotovena a její další osud nebyl jistý.

## Technický popis
Při přestavbě byla z velké části zachována původní elektrická výzbroj, dosazen však byl zcela nový naftový motor s pomocnými agregáty (přenos výkonu je nově elektrický) a provedeny byly další úpravy. Díky tomu je lokomotiva schopna provozu jak na napájecí soustavě 25 kV / 50 Hz, tak i mimo ni. Výkon spalovacího motoru je však pouze zhruba třetinový a umožňuje pouze manipulaci s lehčími posunovými díly. Řízení zajišťuje elektronický řídicí systém obsahující palubní diagnostiku i nový digitální rychloměr. Regulace tahu je prováděna jízdní pákou místo původního řídícího kontroléru. V rámci modernizace byla také mírně upravena kapotáž a lokomotiva natřena modrým korporátním nátěrem svého majitele.

## Provoz
Jediná rekonstruovaná lokomotiva 218.028 byla od počátku deponována v SOKV České Budějovice, odkud vyjížděla na své výkony. Podle potřeby byla využívána k vozbě manipulačních vlaků na tratích Veselí nad Lužnicí – Jarošov nad Nežárkou a České Budějovice – Protivín, případně střídala lokomotivy řady 210 na dalších pozicích. Zajížděla tak i do Horního Dvořiště či na trať Rybník – Lipno nad Vltavou. V přestávkách sloužila k posunu na tamním seřaďovacím nádraží.